# Roberto Szidon
Roberto Szidon (Porto Alegre, 21 de setembro de 1941 – Düsseldorf, 21 de dezembro de 2011) foi um pianista brasileiro de música erudita.

## Vida
De família judaico-húngara, iniciou os estudos em sua cidade natal e, aos nove anos, realizou seu primeiro concerto. Estudou composição com Karl Faust, e foi se aperfeiçoar nos Estados Unidos, com os mestres Ilona Kabos e Claudio Arrau.
Em 1965 recebeu um prêmio no IV Centenário do Rio de Janeiro, com o LP Rudepoema, sobre a obra de Villa-Lobos. Em 1967 foi para a Alemanha, onde participou de dezenas de gravações para o selo Deutsche Grammophon, a mais importante gravadora de música erudita do mundo. Como solista, integrou mais de cinquenta orquestras, incluindo a Orchestre de La Suisse Romande, a Filarmônica de Londres, a Orquestra de Cleveland (Estados Unidos) e a Sinfônica de Viena.
Seu disco mais aclamado é Cem Anos de Piano Brasileiro, no qual interpreta obras de Chiquinha Gonzaga, Glauco Velásquez, Ernesto Nazareth, Francisco Mignone, Luiz Eça e outros. Em 1979, o cineasta gaúcho Antônio Jesus Pfeil dirigiu um curta-metragem sobre o pianista Roberto Szidon.
Roberto Szidon faleceu vítima de ataque cardíaco, na Alemanha. De agosto 1970 até sua morte, ele viveu e trabalhou com seu companheiro, o pianista e compositor Richard Metzler (1948 - 2013).

## Discografia selecionada
- 100 anos de piano brasileiro Kuarup Discos MKCD-006
- Béla Bartók: Sonatas para violino (com Jenny Abel, violino). Deutsche Harmonia Mundi 1976
- Johannes Brahms: Sonatas para violino (com Jenny Abel, violino). Deutsche Harmonia Mundi / Emi Electrola 1978
- Luís de Freitas Branco: Sonatas para violino nº 1 e nº 2 (com Tibor Varga, violino). Strauss Portugalsom 1986
- Frédéric Chopin: Scherzi und Impromptus. Deutsche Grammophon 1977
- George Gershwin: Konzert in F für Klavier und Orchester (com a London Philharmonic Orchestra, Edward Downes). Deutsche Grammophon 1970
- George Gershwin: 100 anos de Gershwin: Rhapsody in blue (para piano solo), + 18 "hits" de Gershwin. Kuarup Discos KCD-012
- Charles Ives: Concord Sonata, Three-Page Sonata (Three-Page Sonata com Richard Metzler, piano). Deutsche Grammophon 1971
- Franz Liszt: Ungarische Rhapsodien 1-19. Deutsche Grammophon 1972
- Franz Liszt: Weihnachtsbaum - 12 peças para piano a 4 mãos + Polonaise + Grand Galop Chromatique, com Richard Metzler. EMI 1985
- Edward MacDowell: Klavierkonzert nº 2 d-moll Op.23 (com a London Philharmonic Orchestra, Edward Downes). Deutsche Grammophon 1970
- Alberto Nepomuceno: Suíte antiga op. 11; Quatro peças líricas op. 13; Duas Peças op. 27; Folhas d'album (1893-94); Noturno para mão esquerda (1910)
- Marlos Nobre: 8 Klavierwerke Deutsche Grammophon 1977
- Brasil, Piano & Cordas: Roberto Szidon, Michel Bessler (violino) e Marcio Mallard (violoncelo) tocam 15 peças curtas para trio de compositores sul-americanos. Kuarup Discos KLP-KM 3 (1981)
- Sergei Sergejewitsch Prokofjew: Klaviersonate No. 6 Opus 82. Deutsche Grammophon 1969[5]
- Sergei Wassiljewitsch Rachmaninow: Klaviersonate No. 2 Opus 36. Deutsche Grammophon 1969
- Sergei Wassiljewitsch Rachmaninow: Sämtliche Werke für 2 Klaviere (mit Richard Metzler), ddf DP 012 (Bélgica)
- Robert Schumann: Liederkreis Opus 39, Dichterliebe Opus 48 (com Thomas Quasthoff, Bariton). RCA Viktor 1992
- Robert Schumann: sämtliche Werke für Violine und Pianoforte (com Jenny Abel, violino). Deutsche Harmonia Mundi 1985
- Robert Schumann: Der Rose Pilgerfahrt (com Südfunk-Chor Stuttgart, Rupert Huber). EBS 1990
- Alexander Skriabin: sämtliche Klaviersonaten. Deutsche Grammophon 1971/72
- Heitor Villa-Lobos: sonatas para violino (com Jenny Abel, violino). Bayer Records 1982
- Heitor Villa-Lobos: Rudepoema, Ciranda e Cirandinhas, A Fiandeira, Saudades das Selvas Brasileiras, New York Skyline, A Lenda do Caboclo, Carnaval das Crianças. Deutsche Grammophon 1972
- Heitor Villa-Lobos: Cirandas e Cirandinhas (16 Cirandas + 12 Cirandinhas). Kuarup Discos KCD-067